# Ampère-heure
L'ampère-heure ou ampèreheure (symboles : A·h ou Ah) est une unité de charge électrique. C'est la quantité de charges (portées par les électrons) traversant la section d'un conducteur parcouru par un courant d'intensité de 1 ampère (1 coulomb par seconde) pendant 1 heure.
Dans le Système international (SI), la charge électrique est exprimée en coulombs. L'utilisation du terme « ampère-heure » est tolérée pour indiquer la charge portée par une pile ou tout autre dispositif similaire à une batterie. C'est en effet une unité commode car si un objet — une lampe de poche par exemple — laisse passer au travers de son circuit un courant de 0,5 A (soit 0,5 C/s), alors une charge de 1 Ah l'alimentant permet de faire fonctionner ce même objet durant 2 h (1 Ah/0,5 A = 2 h).

## Équivalences
Un ampère-heure vaut 3 600 coulombs. En effet, par définition, l'ampère correspond au transport d'une charge électrique d'un coulomb par seconde. Ainsi, quand il passe 1 A pendant 1 h, il passe 3 600 C.
Un milliampère-heure (mAh ou mA·h) vaut un millième d'ampère-heure (soit 3,6 C).
Un ampère-heure correspond également à 3 600 coulombs divisés par la constante de Faraday, soit 3 600/96 485 = 0,037 3 mole de charge élémentaire ; inversement, une mole de charges élémentaires correspond à pratiquement 26,8 ampères-heures.

## Exemples pratiques
Une batterie de « capacité » 50 Ah peut délivrer 50 A pendant 1 h ou 25 A pendant 2 h ou 5 A pendant 10 h, etc.
Une batterie de 12 V de capacité 31 Ah, utilisée par un appareil qui consomme 2 A, délivre une puissance de 24 W (P = U × I = 12 × 2) avec :
- P(t) : puissance, exprimée en watts (W) ;
- U(t) : tension électrique, exprimée en volts (V) ;
- I(t) : intensité du courant électrique, exprimée en ampères (A).

Celle-ci pourra fonctionner 15 h 30 min théorique (15,5 h = 31 Ah/2 A) et cela ne dépend pas de la tension U de la batterie exprimée en volts, la tension n'étant qu'une contrainte de fonctionnement donnée par l'appareil utilisé.
En pratique, selon la technologie de batterie utilisée, on ne peut utiliser que 40 à 60 % de la capacité de la batterie sans causer de dommages (pour les batteries stationnaires ou à décharge lente). Dans l'exemple précédent, et toujours en pratique, on ne peut donc utiliser la batterie que 7 h 30 min environ.
Il ne faut donc pas confondre X ampère-heure (X Ah) mesurant un stock et Y ampère par heure (Y A/h), cette dernière grandeur désignant une vitesse de variation d'intensité dans le temps.
Soit maintenant un composant radio ayant une consommation de 36 mA, si une transmission consomme 0,01 mAh, on peut en déduire son temps de transmission {\displaystyle t_{\text{h}}} en heures. Il sera de :
{\displaystyle t_{\text{h}}={\frac {0{,}01}{36}}={\frac {1}{3\,600}}} h, soit 1 s.

## Exemples de valeurs courantes
- Une pile sèche de taille AA a une capacité d'environ 2 000 à 3 000 mAh.
- Une batterie moyenne de smartphone a généralement une capacité comprise entre 2 500 et 4 000 mAh.
- La capacité d'une batterie de voiture varie, une grande automobile animée par un moteur à combustion interne a une capacité d'environ 50 Ah.
- Comme 1 Ah peut produire 0,336 g d'aluminium à partir de chlorure d'aluminium fondu, la production d'1 t d'aluminium nécessite le transfert d'au moins 2,98 MAh[2].